# Atletiek op de Olympische Zomerspelen 2016 – 4×400 meter vrouwen
De 4×400 meter vrouwen op de Olympische Zomerspelen 2016 in Rio de Janeiro vond plaats op 19 augustus (series) en 20 augustus 2012 (finale). De wedstrijd werd gewonnen door het Amerikaanse estafetteteam die hiermee de olympische titel prolongeerde.

## Records
Voorafgaand aan het toernooi waren dit het wereldrecord en het olympisch record.
| Wereldrecord     | URS Tatyana Ledovskaya, Olga Nazarova, Mariya Pinigina, Olga Bryzgina | 3.15,17 | Zuid-Korea, Seoel | 1 oktober 1988 |
| Olympisch record | URS Tatyana Ledovskaya, Olga Nazarova, Mariya Pinigina, Olga Bryzgina | 3.15,17 | Zuid-Korea, Seoel | 1 oktober 1988 |

Tijdens dit evenement zijn op dit onderdeel de volgende nationale records verbroken.
| Welk land | Tijd    |
| --------- | ------- |
| Italië    | 3.25,16 |
| Bahama's  | 3.26,36 |
| Nederland | 3.26,98 |

## Tijdschema
| Datum                     | Tijd  | Onderdeel |
| ------------------------- | ----- | --------- |
| Vrijdag 19 augustus 2016  | 20:40 | Series    |
| Zaterdag 20 augustus 2016 | 22:00 | Finale    |

## Uitslagen
Legenda:

Q - Gekwalificeerd door eindplaats

q - Gekwalificeerd door eindtijd

SB - Beste tijd gelopen in seizoen voor land

NR - Nationaal record voor land

### Series
Kwalificatieregels:
1. De drie snelsten van elke serie kwalificeerden zich direct voor de finale.
2. Van de overgebleven teams kwalificeerden de twee snelsten zich ook voor de finale.

#### Serie 1
| Rang | Baan | Land | Team                                                                      | Tijd    | Opmerkingen |
| ---- | ---- | ---- | ------------------------------------------------------------------------- | ------- | ----------- |
| 1    | 4    | USA  | Courtney Okolo, Taylor Ellis-Watson, Francena McCorory, Phyllis Francis   | 3.21,42 | Q, SB       |
| 2    | 8    | UKR  | Alina Logvynenko, Olha Bibik, Tetiana Melnyk, Olha Zemlyak                | 3.24,54 | Q, SB       |
| 3    | 2    | POL  | Małgorzata Hołub, Patrycja Wyciszkiewicz, Iga Baumgart, Justyna Święty    | 3.25,34 | Q, SB       |
| 4    | 1    | AUS  | Jessica Thornton, Anneliese Rubie, Caitlin Sargent-Jones, Morgan Mitchell | 3.25,71 | q, SB       |
| 5    | 3    | FRA  | Phara Anacharsis, Brigitte Ntiamoah, Marie Gayot, Floria Gueï             | 3.26,18 |             |
| 6    | 6    | NED  | Madiea Ghafoor, Lisanne de Witte, Nicky van Leuveren, Laura de Witte      | 3.26,98 | NR          |
| 7    | 5    | ROU  | Adelina Pastor, Anamaria Ioniță, Andrea Miklós, Bianca Răzor              | 3.29,87 |             |
| 8    | 7    | BRA  | Joelma Sousa, Geisa Coutinho, Leticia de Souza, Jailma de Lima            | 3.30,27 | SB          |

#### Serie 2
| Rang | Baan | Land | Team                                                                               | Tijd    | Opmerkingen |
| ---- | ---- | ---- | ---------------------------------------------------------------------------------- | ------- | ----------- |
| 1    | 4    | JAM  | Christine Day, Anneisha McLaughlin-Whilby, Chrisann Gordon, Novlene Williams-Mills | 3.22,38 | Q, SB       |
| 2    | 2    | GBR  | Emily Diamond, Anyika Onuora, Kelly Massey, Christine Ohuruogu                     | 3.24,81 | Q, SB       |
| 3    | 8    | CAN  | Carline Muir, Alicia Brown, Noelle Montcalm, Sage Watson                           | 3.24,94 | Q, SB       |
| 4    | 3    | ITA  | Maria Benedicta Chigbolu, Maria Enrica Spacca, Ayomide Folorunso, Libania Grenot   | 3.25,16 | q, NR       |
| 5    | 5    | GER  | Laura Muller, Friederike Möhlenkamp, Lara Hoffmann, Ruth Spelmeyer                 | 3.26,02 | SB          |
| 6    | 6    | BAH  | Lanece Clarke, Anthonique Strachan, Carmiesha Cox, Christine Amertil               | 3.26,36 | NR          |
| 7    | 1    | IND  | Nirmala Sheoran, Tintu Lukka, Poovamma Raju Machettira, Anilda Thomas              | 3.29,53 |             |
| 8    | 7    | CUB  | Lisneidy Veitia, Gilda Casanova, Roxana Gomez, Daisurami Bonne                     | 3.30,11 | SB          |

### Finale
| Rang   | Baan | Land | Team                                                                                          | Tijd    | Opm. |
| ------ | ---- | ---- | --------------------------------------------------------------------------------------------- | ------- | ---- |
| Goud   | 6    | USA  | Courtney Okolo, Natasha Hastings, Phyllis Francis, Allyson Felix                              | 3.19,06 | SB   |
| Zilver | 5    | JAM  | Stephenie Ann McPherson, Anneisha McLaughlin-Whilby, Shericka Jackson, Novlene Williams-Mills | 3.20,34 | SB   |
| Brons  | 3    | GBR  | Eilidh Doyle, Anyika Onuora, Emily Diamond, Christine Ohuruogu                                | 3.25,88 |      |
| 4      | 7    | CAN  | Carline Muir, Alicia Brown, Noelle Montcalm, Sage Watson                                      | 3.26,43 |      |
| 5      | 4    | UKR  | Alina Lohvynenko, Olha Bibik, Tetyana Melnyk, Olha Zemlyak                                    | 3.26,64 |      |
| 6      | 1    | ITA  | Maria Benedicta Chigbolu, Maria Enrica Spacca, Ayomide Folorunso, Libania Grenot              | 3.27,05 |      |
| 7      | 8    | POL  | Małgorzata Hołub, Patrycja Wyciszkiewicz, Iga Baumgart, Justyna Święty                        | 3.27,28 |      |
| 8      | 2    | AUS  | Jessica Thornton, Anneliese Rubie, Caitlin Sargent, Morgan Mitchell                           | 3.27,45 |      |